# Carl Georg Theodor Kotschy
Karl Georg Theodor Kotschy (15 d'abril de 1813 – 11 de juny de 1866) va ser un botànic i explorador austríac nascut a Ustroń, a la Silèsia d'Àustria.Era el fill del teòleg Carl Friedrich Kotschy (1789–1856).

## Biografia
Des de 1836 a 1862 va fer recerca botànica extensa al Mitjà Orient i Nord d'Àfrica, on va recollir uns 300.000 espècimens botànics. Des de 1836, acompanyà el geòleg Joseph Russegger (1802–1863) per un viatge científic a Cilícia i Síria, més tard a Núbia i Sennar. Després Karl va romandre a Egipte. Ell més tard anà al Kurdufan (1839), Xipre, Síria, Mesopotàmia i el Kurdistan (1840–41); i durant 1842–43 va emprendre una expedició a Pèrsia. Més tard va fer expedicions a Egipte, Palestina i el Líban (1855); i també a Xipre, Àsia Menor i el Kurdistan (1859).
El gènere de plantes Kotschya el recorda. També el seu nom està associats amb espècies de llangardaixos, (Cyrtopodion kotschyi).

## Algunes publicacions
- Abbildungen und Beschreibungen neuer und seltener Thiere und Pflanzen, in Syrien und im westlichen Taurus gesammelt,; (1843)
- Analecta botanica (amb Heinrich Wilhelm Schott (1794–1865) and Carl Fredrik Nyman 1820–1893), (1854)
- Coniferen des Cilicischen Taurus, (amb Franz Antoine 1815–1886), (1855)
- Die Eichen Europas und des Orients,; (1858–1862)
- Plantae Tinneanae (amb Johann Joseph Peyritsch 1835–1889); (1867)